# Batalla de Bakú
La Batalla de Bakú fue una confrontación militar entre el Ejército Islámico del Cáucaso comandado por el general turco Nuri Killigil y la formación armada República Democrática de Azerbaiyán, por un lado, y las formaciones armadas Comuna de Bakú y, más tarde, Dictadura del Caspio Central y el cuerpo expedicionario británico que respaldó a esta última comandado por el general Lionel Dunsterville, por el otro, por el control de la ciudad de Bakú en el año 1918. Como resultado de la confrontación las tropas británicas y la Dictadura del Caspio Central fueron forzadas a retirarse de Bakú que se convirtió en la capital de la República Democrática de Azerbaiyán.

## Antecedentes
El 2 de noviembre de 1917, una semana después de la caída del Gobierno provisional en Petrogrado, en Bakú se formó el Consejo de Diputados de Obreros, Campesinos y Soldados (Baksovet) que encabezó el bolchevique Stepán Shaumián. En abril de 1918 el Consejo de Bakú, apoyado por grupos armados del partido armenio Dashnaktsutiún, se hizo, tras el derramamiento de sangre en los sucesos de marzo, con el poder en Bakú, y formó un Consejo de Comisarios del Pueblo sería conocido más tarde como los 26 comisarios de Bakú. Para la Rusia Soviética tenía una importancia fundamental el petróleo de Bakú y Shaumián había recibido la misión de asegurar la continuidad de los suministros. Por otro lado, los bolcheviques rusos estaban dispuestos a compartir el petróleo con Alemania, lo que no convenía a los intereses de Gran Bretaña, enfrentada a Alemania en la Primera Guerra Mundial.
Al mismo tiempo los líderes nacionales azeríes, partidarios inicialmente de una autonomía en el seno de Rusia, a partir de los sucesos de marzo se empezaron a decantar por la independencia y por una aproximación al Imperio Otomano. El 28 de mayo de 1918 se proclamó en Tiflís la República Democrática de Azerbaiyán. El Consejo Nacional y el consejo de ministros de la ADR pronto se trasladaron a Elizavétpol que recuperaría el nombre de Ganyá y se convertiría en la capital provisional hasta la toma de Bakú. Para el Imperio Otomano el derrumbamiento del frente del Cáucaso suponía una oportunidad para extender su influencia a Transcaucasia y Asia Central. Sus líderes no desaprovecharon esta oportunidad en tanto que la Transcaucasia oriental era contemplada como parte de un futuro Turán que también incluiría el Cáucaso Norte, la Persia septentrional y el Turquestán.
Las expectativas de expansión turca en la región causaron inquietud en Gran Bretaña, que avistaba una potencial amenaza a las posesiones coloniales de la India Británica. Mediante un tratado secreto celebrado por Francia e Inglaterra el 23 de diciembre de 1917 en París, Rusia era dividida en zonas de influencia. Parte de la zona inglesa formarían el Don, el Cáucaso y el Turquestán, es decir, la mayor parte de la región caspia. Especial atención era dedicada por los británicos a Bakú y al Caspio por su mayúscula relevancia militar, política y económica.

## Fuerzas de los contendientes

### Comuna de Bakú
El 21 de diciembre de 1917 el Comité Ejecutivo del Consejo de Bakú tomó la decisión de constituir una Guardia Roja. Sus primeros pelotones fueron formados en la Ciudad Negra y Balaxaní. En febrero de 1918 la Guardia Roja de Bakú ya contaba con 3500 efectivos.
Según datos del Comisario Popular de Guerra y Marina Grigori Korgánov, las fuerzas armadas de la Comuna de Bakú contaban, al 22 de mayo de 1918, con 19 batallones de tiradores, con un total de 18 mil efectivos y una centuria montada. Asimismo disponían de tres cañones de montaña y cuatro morteros. Las municiones eran escasas: se contaba con unos 9 millones de cartuchos. Además estaban en proceso de formación otras dos centurias montadas. Las fuerzas armadas de la Comuna asimismo integraban la modesta 4ª Escuadra Aérea de Moscú. Según datos del general inglés Dunsterville, las tropas del Ejército Rojo se elevaban a unos 10 mil efectivos.

### Dictadura del Caspio Central
El grueso de las tropas de la Comuna de Bakú posteriormente pasó a estar bajo el mando de la Dictadura del Caspio Central. Según datos del subcoronel británico Clutterbuck, Bakú fue defendida por 22 batallones armenios y rusos, con un total de 9151 fusiles. Según Clutterbuck, la desconfianza entre rusos y armenios hacía imposible la cohesión de esas fuerzas.

### Cuerpo musulmán

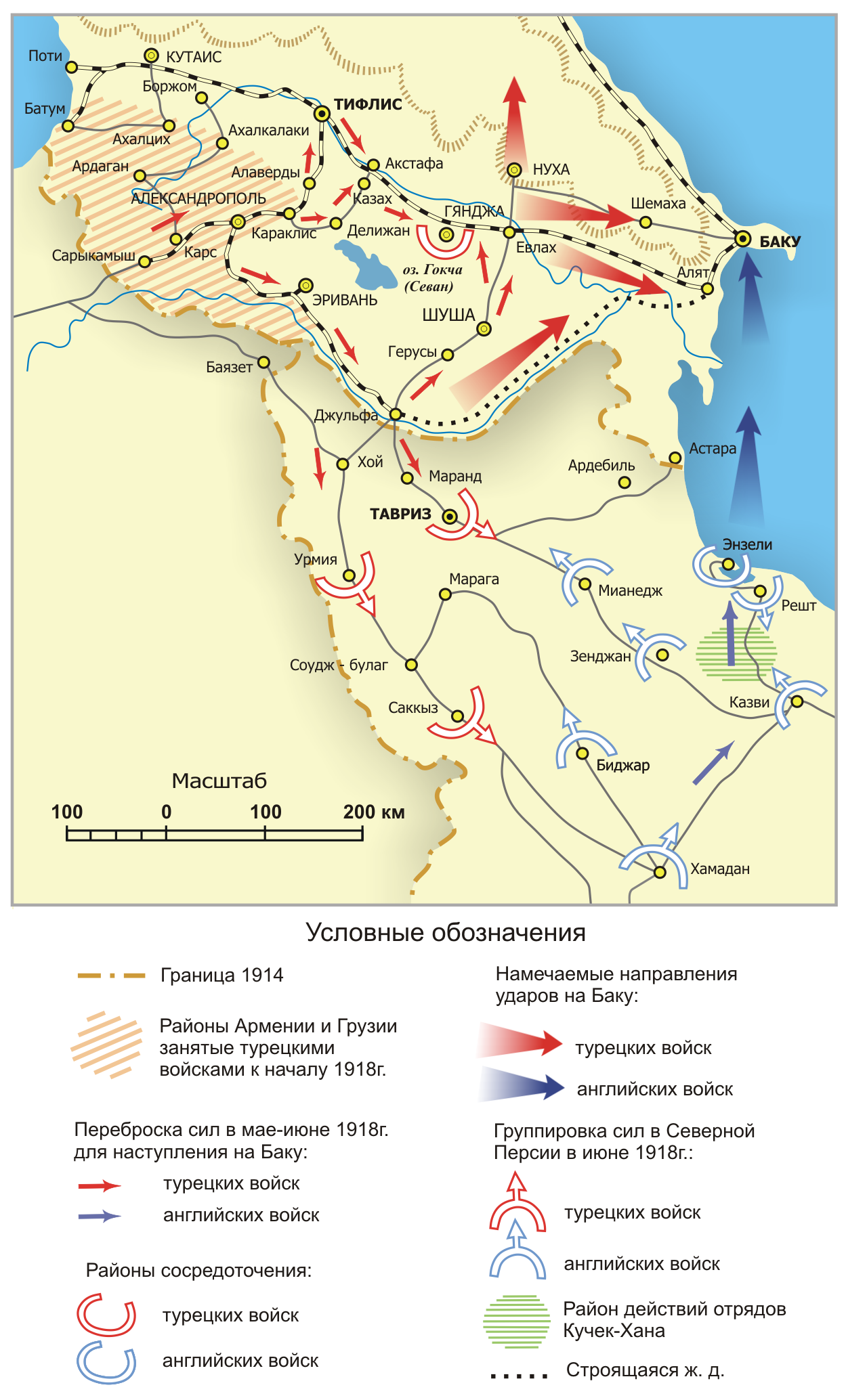
Los avances de las tropas turcas e inglesas en Transcaucasia, 1918

Los primeros intentos de crear formaciones armadas musulmanas se remontan a finales de 1917. A comienzos de diciembre de 1917 el cuartel general del Frente del Cáucaso propuso nacionalizar determinadas unidades (especialmente el 219.º Regimiento de Reserva de Infantería desplegado en Elizavétpol) sobre cuya base estaba prevista la formación de un Cuerpo Musulmán. El Comisariado de Transcaucasia apoyó esta iniciativa y el 18 de diciembre de 1917 (según otras fuentes, el 11 de diciembre) dispuso la creación de un nuevo ejército que incluiría el Cuerpo Musulmán. Su formación comenzó al día siguiente en cumplimiento de Orden N.º 155 del comandante en jefe de las tropas del Frente del Cáucaso el general de infantería Mijaíl Przhevalski.
El cuerpo sería integrado por voluntarios. Para el puesto de comandante del Cuerpo Musulmán sería designado el general teniente Aliaga Şıxlinski. La plana mayor del cuerpo se instaló en Tiflis. La estructura del nuevo cuerpo sería la siguiente: las Divisiones de Infantería 1ª y 2ª, de 4 regimientos cada una, una Brigada Especial de Caballería, de 3 regimientos, las Brigadas de Artillería 1ª y 2ª, una Batería Montada de Montaña, 2 parques de artillería y un Batallón de Zapadores.
Estaba previsto reclutar para el cuerpo por todo el territorio de Transcaucasia, inclusive Bakú. El 24 de febrero de 1918 llegó de Tiflis a Bakú, con el fin de constituir el primer regimiento de tiradores, la plana mayor de la 1ª División Musulmana de Infantería encabezado por el general Talyshinski. A su llegada a Bakú, nada más acceder a la estación, todos los altos rangos de la plana mayor fueron arrestados por los bolcheviques. Ante la indignación de la comunidad musulmana, los oficiales musulmanes pronto fueron liberados, aunque siguieron estando bajo un férreo control. Los oficiales rusos de la plana siguieron bajo arresto y recibieron presiones para pasar a servir en las unidades militares del Consejo de Bakú que estaban en proceso de formación. El coronel Konstantín Konopoliov, que de alguna forma había evitado la detención, consiguió reunirse con el general Talyshinski. Por orden del comandante de la división consiguió llegar a Tiflis donde informó de lo sucedido al comandante del Cuerpo Musulmán general Şıxlinski. Como consecuencia, la plana mayor de la 1ª División de Infantería fue trasladado por orden del Cuerpo Musulmán, del 11 de marzo de 1918, a Şamaxı, donde habría de emprender la tarea de reclutar el primer regimiento de tiradores. La misma orden definía, asimismo, los centros de reclutamiento para las otras unidades del cuerpo: Elizavétpol, Quba, Najicheván, Ağdam, Lankaran, etc.
La formación del Cuerpo Musulmán, sin embargo, se complicó por la falta de oficiales (especialmente de oficiales musulmanes, dado que los oficiales rusos constituían el 65 % de la comandancia). También había problemas para reclutar soldados rasos. Según recordaba el excomandante del cuerpo teniente general Şıxlinski:

No teníamos suficientes oficiales que hablaran azerí, en tanto que el futuro contingente de soldados no entendía nada de ruso. No teníamos un solo suboficial o soldado del antiguo servicio que pudiera servir de ejemplo para el nuevo contingente...

El Cuerpo Musulmán se constituyó a finales de abril de 1918, si bien solo se habían completado la plana mayor del cuerpo y las planas mayores de dos divisiones de infantería, mientras que la dotación personal del cuerpo era mínima. A la cabeza de la plana se situó el general mayor Yevgueni Menchukov; para comandar la primera división de infantería fue nombrado el general mayor Talyshinski; el mando de la segunda división de infantería correspondió al general mayor İbrahim ağa Usubov. El 26 de junio el Consejo de Ministros de la República de Azerbaiyán cambió el nombre del Cuerpo Musulmán por el de Cuerpo Especial Azerí.

### República Democrática de Azerbaiyán

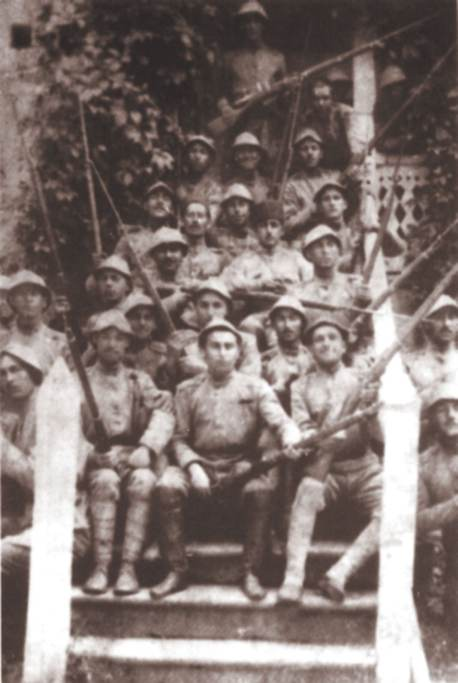
Soldados del ejército de la ADR en Bakú. 1919

Según informa Ye. F. Ludshuveyt, las fuerzas armadas de la ADR estaban integradas a finales de mayo de 1918 por los Regimientos de Caballería Tártaro y Sekí incompletos, dos compañías de tiradores (600 fusiles) formadas parcialmente con ex prisioneros de guerra turcos, y 250 oficiales destinados a comandar las futuras formaciones azeríes. Además disponían de 6 cañones de montaña de 76 mm y una batería de campo de 4 cañones. Según el testimonio del general turco Nuri Paşa el volumen de las fuerzas armadas de la ADR era extremadamente limitado y además contaba con más oficiales que soldados rasos. Según sus palabras, el Cuerpo Musulmán solo contaba con unos 1000 miembros, la mitad de los cuales eran ex prisioneros de guerra turcos.

### Ejército Islámico del Cáucaso
Según la información aportada por Tadeusz Świętochowski, el número de tropas del Ejército Islámico del Cáucaso oscilaba estaba en torno a 16-18 mil, de los cuales solamente una tercera parte eran militares turcos, mientras que el resto, en su mayoría, eran milicianos azeríes sin preparación militar suficiente. Según el general Dunsterville, el Ejército Islámico del Cáucaso contaba con unos 12 mil miembros, de los cuales la mitad eran soldados regulares del ejército turco y la otra mitad, musulmanes del Cáucaso Meridional. Además, según Dunsterville, el Ejército Islámico del Cáucaso contaba con muchos oficiales rusos que se habían incorporado a sus filas para luchar contra los bolcheviques e impedir la toma de Bakú por tropas alemanas.

## Comienzo de la ofensiva

### Antecedentes
A comienzos de diciembre de 1917, a la vista de las negociaciones de paz que se estaban celebrando entre la Rusia Soviética y las Potencias Centrales en Brest-Litovsk, la comandancia turca propuso al Comisariado Transcaucásico firmar una tregua en el Frente del Cáucaso. La tregua se firmó el 5 de diciembre de 1917 en Erzincan.
A mediados de enero de 1918 el comandante turco propuso al Comisariado Transcaucásico iniciar unas negociaciones de paz en nombre de Enver Bajá: los turcos contaban con obtener ventajas alcanzando un acuerdo de paz por separado y presentar hechos consumados a los negociadores de Brest-Litovsk. La desintegración del Ejército del Cáucaso y las masivas retiradas del frente de las unidades y subdivisiones del ejército ruso hicieron que el Comisariado Transcaucásico accediera. Al mismo tiempo las tropas turcas, rompiendo la tregua bajo el pretexto de proteger a la población civil musulmana, inició el 12 de febrero de 1918 la ofensiva. En aquel momento la mayor parte de las tropas rusas ya habían sido evacuadas y su lugar había sido ocupado por unidades armenias, escasas en número y preparación. El frente quedaba roto y las tropas turcas empezaron el avance sobre Transcaucasia. En este contexto el Comisariado Transcaucásico reiteró su disposición a negociar y propuso Trebisonda para la reunión.
El 3 de marzo de 1918 la Rusia Soviética firmaba la paz de Brest por la que, entre otros aspectos, las tropas rusas debían abandonar no solo los valiatos orientales de Turquía que habían ocupado en el transcurso de la Primera Guerra Mundial, sino también las regiones de Kars y Batumi con las que Rusia se había hecho en la guerra ruso-turca de 1877-1878. El 11 de marzo cayó Erzurum. En abril las unidades del VI Cuerpo del ejército turco (comandadas por Yakup Şevki-paşa) cruzaron la frontera ruso-turca de 1914. El 5 de abril los turcos ocuparon Sarıkamış obligando a las unidades del Cuerpo Armenio del general Fomá Nazarbékov a retirarse hacia Kars. En el sur el 7 de abril las unidades del IV Cuerpo turco tomaron Van. En la zona costera las tropas turcas llegaron hasta Batumi.
La comandancia turca confió el mando de la operación de toma de Bakú a Nuri Paşa que llegó a Tabriz y desde allí se dirigió, con un grupo de oficiales, a las unidades turcas que actuaban en el sector Ulujanly-Qazax. Allí se unió a sus tropas la 5ª División del Cáucaso (del comandante Mursel Paşa) que estaba avanzando en dirección a Qazax-Ağstafa. La idea era constituir bajo el mando de Nuri Paşa, a su llegada a Elizavétpol, el Ejército Islámico del Cáucaso sobre la base de dicha División. En su flanco derecho, del lado de Culfa y Tabriz, el Ejército Islámico del Cáucaso debería quedar protegido por las unidades del I Cuerpo del Ejército (del comandante Kâzım Karabekir).
El 25 de mayo de 1918 las unidades de vanguardia de la 5ª División del Cáucaso entraron en Elizavétpol. El mismo día llegó desde Yevlax Nuri Paşa con su grupo de oficiales (su futuro cuartel general) para emprender la formación del Ejército Islámico del Cáucaso. El 28 de mayo se proclamó la independencia de Azerbaiyán y el 4 de junio una delegación de la ADR firmaba en Batumi un tratado de amistad y cooperación con el Imperio Otomano, por el que este se comprometía a prestar apoyo armado al gobierno de la República de Azerbaiyán si así fuera necesario para mantener el orden y la seguridad en el país. El mando turco anunció que cientos de túrquicos y musulmanes estaban soportando en Bakú el yugo de implacables criminales, los llamados revolucionarios.

### Inicio de hostilidades
El 6 de junio de 1918 el Comisario Popular de Guerra y Marina del Consejo de Comisarios de Bakú Grigori Korgánov ordenó a las tropas de la Comuna de Bakú marchar sobre Elizavétpol. El 10 de junio de 1918 las unidades del Ejército Rojo del Cáucaso marcharon del distrito de Haciqabul en dirección a Elizavétpol siguiendo el trazado del Ferrocarril Transcaucásico. El 12 de junio tomaron al asalto la estación y la aldea de Kürdəmir y una semana más tarde llegaron a la localidad de Karamaryam. El Consejo de Comisarios del Pueblo de Bakú envió un telegrama al presidente del Consejo de Comisarios del Pueblo de la Rusia Soviética Vladímir Lenin:

Él ánimo de las tropas es vigoroso, el orden, ejemplar, nuestro ejército y nuestra flota defenderán heroicamente el poder de los Sóviets.

La mayor parte de los soldados y prácticamente todos los miembros de la comandancia eran armenios simpatizantes o militantes del partido Dashnak. Uno de los comandantes del Ejército Rojo era el dashnak Hamazasp Srvandztyan que ya había participado en la guerra de guerrillas contra los turcos y para el que un musulmán era enemigo por el mero hecho de serlo. Como reconoció uno de los bolcheviques armenios, las incautaciones, actos de desprecio y arbitrarios fusilamientos motivados únicamente por el odio étnico de los comandantes armenios del Ejército Rojo hacia los musulmanes no hicieron sino fomentar la animadversión hacia el poder de los Sóviets. Dado este contexto la ofensiva contra Ganyá pudo haber supuesto un error.
El 16 de junio el gobierno de la ADR se trasladó de Tiflis a Ganyá y tres días más tarde declaró el estado de guerra en todo el territorio de Azerbaiyán. El Consejo Nacional de Azerbaiyán pidió apoyo militar a Turquía que movilizó para ese fin al Ejército Islámico del Cáucaso comandado por Nuri Paşa e integrado por las recién llegadas divisiones turcas 5ª del Cáucaso y 15.ª de Çanakkale, así como el Cuerpo Musulmán constituido por el gobierno de la ADR.
Tras tres días de combates en Qaraməryəm (del 16 al 18 de junio) las unidades del Ejército Islámico del Cáucaso se vieron obligadas a retroceder en dirección a Göyçay sufriendo 1000 bajas entre muertos y heridos: la comandancia turca no esperaba encontrarse tanta resistencia ni sufrir tantas bajas. A finales del mes la comandancia turca reforzó sus fuerzas en Ganyá con 15000 soldados.
En los combates de Göyçay, del 27 de junio al 1 de julio de 1918, las unidades del Ejército Islámico del Cáucaso infligieron una derrota al 1er Cuerpo del Cáucaso del Ejército Rojo, cuyas unidades tuvieron que retirarse a Qaraməryəm. El Ejército Islámico del Cáucaso tomó la iniciativa. El 2 de julio las unidades soviéticas dejaron Ağsu; el 10 de julio, tras tres días de combates, Kürdəmir; el 14 de julio, la estación de Kerar; y continuaron retirándose siguiendo el trazado de la vía férrea. La drástica expansión del frente obligó a estirar sus líneas a las maltrechas unidades del Ejército Rojo de Bakú. En julio los combates ya se estaban dando en tres áreas: Şamaxı, Seldi y el área central de Kürdəmir. En los flancos izquierdo y derecho el ataque corría principalmente a cargo de unidades turcas, mientras que en el centro se les había unido un grupo de cinco mil combatientes musulmanes locales comandado por el coronel Həbib bəy Səlimov, futuro jefe del estado mayor de Azerbaiyán. Extenuados por los combates, los soldados del Ejército Rojo emprendieron una retirada general en todo el frente junto a los destacamentos de dashnáks. La línea de frente se empezó a aproximar rápidamente a Bakú.
El gobierno de la Rusia Soviética intentó persuadir a Alemania de frenar el avance de las tropas turcas. En un telegrama Lenin decía a Stalin:

Hoy, 30 de junio, Joffe ha informado desde Berlín de que Kühlmann ha mantenido conversaciones previas con Joffe. De estas conversaciones sigue que los alemanes están dispuestos a interrumpir las operaciones militares más allá de la frontera de Brest y establecer una línea de demarcación exacta. Prometen no dejar a los turcos entrar en Bakú pero quieren petróleo. Joffe contestó que nos atendremos estrictamente a lo acordado en Brest pero estamos completamente de acuerdo con que hay que dar para recibir. Preste particular atención a este mensaje e intente transmitirlo a Shaumián a la mayor brevedad, dado que ahora tenemos serias posibilidades de retener Bakú. Habrá que entregar, claro, una parte del petróleo.

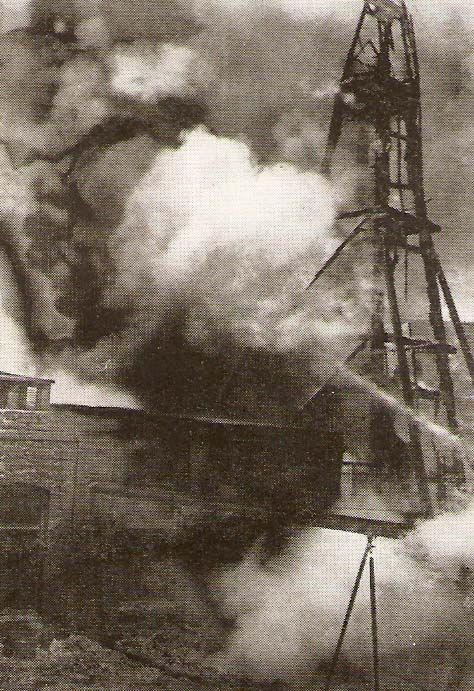
Instalaciones petroleras en Bakú bombardeadas en 1918

Stalin cumplió las órdenes de Lenin y señaló a Shaumián en una carta del 8 de julio: “Los alemanes aceptan que nos quedemos Bakú pero piden una cierta cantidad de petróleo a cambio. Por supuesto, podemos satisfacer esta ‘petición’.”. El cónsul alemán en Tiflís Friedrich von der Schulenburg opinaba:

Resulta poco probable que los turcos consigan tomar Bakú; lo más probable (y deseable) es que sufran una importante derrota a manos de bolcheviques. Si llegamos a un acuerdo amistoso con los bolcheviques las fuentes de petróleo de Bakú y sus reservas acabarían sanas y salvas en nuestras manos. Por el contrario, si estos últimos, pese a todos los pronósticos, se ven obligados a retirarse de la ciudad, prenderán fuego a todo Bakú y, tanto nosotros como los turcos, nos quedaremos sin las reservas de petróleo.

Los acuerdos a los que habían llegado los bolcheviques y el gobierno alemán tomaron forma jurídica y el 27 de agosto de 1918 la RSFSR y Alemania firmaban un anexo al tratado de paz de Brest-Litovsk que decía lo siguiente en su artículo 14:

Alemania no prestará apoyo a ninguna tercera potencia en el Cáucaso, fuera de los límites de Georgia o demarcaciones señaladas en el párrafo 3º del artículo IV del tratado de paz, en caso de operaciones bélicas. Utilizará su influencia para que las fuerzas armadas de la tercera potencia no traspasen en el Cáucaso la siguiente línea: Kura, desde la desembocadura hasta la localidad de Petropávlovskoye, luego siguiendo la frontera del uyezd de Şamaxı hasta la localidad de Agrioba, luego en línea recta hasta el punto en que convergen las fronteras de los uyezd de Bakú, Şamaxı y Quba, luego por la frontera septentrional del uyezd de Bakú hasta el mar.

Rusia contibuirá en la medida de lo posible a la producción de petróleo y derivados del petróleo en la región de Bakú y proporcionará a Alemania una cuarta parte del total de la producción, con un mínimo de toneladas mensuales que se concretará más adelante.

Sin embargo, tras convencerse de que Alemania no disponía de posibilidades reales de influir en la situación regional, la comandancia turca prosiguió con su avance sobre Bakú. En un intento de salvar la situación los bolcheviques aceptaron el ofrecimiento del exoficial zarista, starshiná del Ejército Cosaco del Térek, Lázar Bicherájov que a comienzos de 1918 había constituido una pequeña unidad (de unos mil hombres) al servicio de los ingleses en Persia. El Consejo de Comisarios del Pueblo de Bakú tenía constancia de las estrechas relaciones que Bicherájov mantenía con los ingleses. Por eso, al aceptarlo en las filas del Ejército Rojo del Cáucaso, el consejo impuso a Bicherájov una serie de condiciones, inclusive el acceso al frente a través de la estación de Ələt y no por Bakú. El 5 de julio la unidad de Bicherájov llegó por mar a Ələt y el 17 de julio fue enviado al frente. Se confió a Bicherájov la jefatura de las tropas del flanco derecho, mientras que Korgánov mantuvo el control del centro y del flanco izquierdo. El mismo día comenzaron los combates de Kürdəmir que durararían tres días y terminarían con la derrota de las tropas del Consejo de Bakú.

## El poder cambia de manos en Bakú

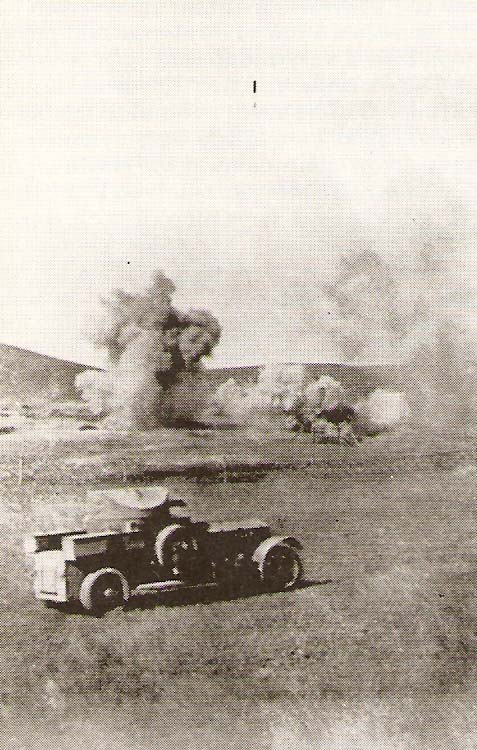
Coche blindado británico en combate, 1918

Las derrotas militares frente al Ejército Islámico del Cáucaso, la aguda crisis alimentaria en Bakú y el descontento frente a las políticas desarrolladas por la Comuna hicieron que el poder cambiara de manos en la ciudad. El gobierno de los comisarios fue incapaz de hacer frente a la situación y tampoco estaban llegando desde la Rusia Soviética los refuerzos necesarios a causa de la difícil situación en otros frentes. En palabras del historiador norteamericano Firuz Kazemzadeh "en mayo de 1918 Bakú llegó a ser una isla bolchevique en un mar antibolchevique". La población de la ciudad estaba repartida en cuatro grupos desiguales. El mayoritario estaba constituido por musulmanes (azeríes) que no deseaban defender Bakú de sus correligionarios que avanzaban sobre la ciudad junto a las tropas turcas. Los armenios, que constituían el segundo grupo, estaban dispuestos a defenderla a cualquier costa por miedo a los turcos y los azeríes. El tercer grupo eran los rusos no bolcheviques (monarquistas, mencheviques, kadetes y eseritas). Temían a los turcos y simpatizaban con la Entente. El último grupo lo constituían los bolcheviques. Estos pretendían retener Bakú el mayor tiempo posible para seguir suministrando petróleo a la Rusia Soviética pero se negaban a aceptar la ayuda de los ingleses. La Rusia Soviética, pese a estar separada de Transcaucasia por otros frentes de la Guerra Civil, prestaba cierto apoyo militar al Comisariado Popular de Bakú. El 19 de julio llegó a Bakú desde Tsaritsyn el bien armado destacamento de Grigori Petrov compuesto por una escuadra de caballería, un regimiento de marineros y un equipo de exploradores montados (30-40 personas), así como una batería de seis cañones.
El 20 de julio las unidades del Ejército Islámico del Cáucaso expulsaron a las tropas del Consejo de Bakú de Şamaxı y una semana más tarde ya se encontraban a 16 km de Bakú. Según el Ejército Islámico del Cáucaso cosechaba mayores éxitos, crecía el número de partidarios de pedir apoyo a las tropas inglesas. La oposición formada por un bloque de eseritas, mencheviques y dashnáks, planteó en la reunión extraordinaria del Consejo de Bakú del 25 de julio invitar a los Ingleses a Bakú y formar un Gobierno de Unidad Socialista. La moción fue aprobada con los 259 votos de eseritas de derechas, socialdemócratas (mencheviques) y dashnáks a favor, y los 236 votos de los socialdemócratas (bolcheviques) en contra. Al mismo tiempo unos 3 mil soldados de origen armenio se negaron a marchar al frente y Avetísov, el comandante en funciones del Ejército Rojo en Bakú, exigió al Consejo de Bakú, proceder sin mayor dilación a abrir negociaciones con la comandancia turca.
Fragmento del telegrama enviado el 27 de julio por Shaumián a Lenin:

La situación en el frente empeora día a día. En el sector de Şamaxı nuestras tropas ya han retrocedido hasta Bakú y están tomando nuevas posiciones sobre la línea ferroviaria. Las tropas, amenazadas desde Pirsaat en el norte y desde Salyan en el sur, han retrocedido hasta Ələt. La situación es extremadamente grave. Tras la aprobación de la moción el ambiente en la ciudad es muy tenso. Huele a guerra civil. El apoyo inglés es más que cuestionable pero la resolución aprobada para pedírselo ha terminado de desmoralizar al ejército y desorganizar la retaguardia, aumentando las probabilidades de una rendición de la ciudad. Para salvar Bakú Rusia debe enviar tropas urgentemente. Ruego insistentemente que se adopten todas las medidas para el inmediato traslado de unidades regulares. Nos enfrentamos a tropas turcas regulares con instructores alemanes.

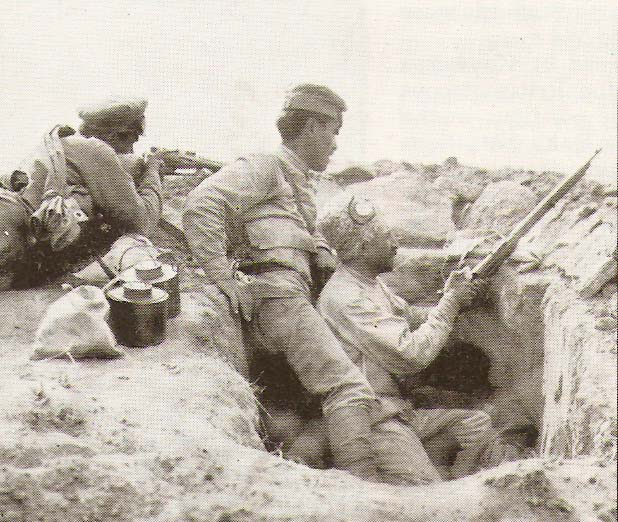
Soldados armenios en una posición, 1918

En aquellos días llegó a Bakú por vía marítima desde Astracán un gran cargamento de armas y municiones que incluía 3 blindados, 80 cañones, 160 ametralladoras, 10 mil fusiles y 200 mil cartuchos. Pese a ello el frente siguió desplazándose a gran velocidad en dirección a Bakú. El 29 de julio las tropas soviéticas se vieron obligadas a retirarse al distrito de Biləcəri. El 30 de julio de 1918 Bicherájov, dándose cuenta de lo inútil que sería seguir oponiendo resistencia a las fuerzas turco-azeríes, se retiró con su unidad a Daguestán.
Los bolcheviques se negaron a unirse a la coalición y el Comité del Consejo Popular de Bakú dimitió el 31 de julio tomando la decisión de evacuar las fuerzas armadas y el patrimonio de la Rusia Soviética en buques de vapor con el fin de no privar a la población civil de su último recurso: la rendición a merced del vencedor. Su destino sería Astracán, en manos de los bolcheviques. Sin embargo, aquella misma tarde los buques que habían zarpado fueron detenidos y devueltos al puerto por orden del gobierno de la Dictadura del Caspio Central. Shaumián era detenido, si bien pronto quedó en libertad para evitar enfrentamientos con los bolcheviques.
Desde el 1 de agosto de 1918 el poder en Bakú pasó a las manos de un nuevo gobierno: la Dictadura Provisional del Caspio Central y la Mesa del Consejo Ejecutivo Provisional de Diputados de Obreros y Soldados formada por representantes del bloque de social-revolucionarios de derechas, socialdemócratas (mencheviques) y dashnaks, étnicamente, en su mayoría, judíos, armenios y rusos.
La Dictadura del Caspio Central nombró Ministro de Guerra al general Yákov Bagratuni y comandante de las tropas, al general Gueorgui Dokucháiev. Sin embargo, las nuevas autoridades de Bakú tampoco fueron capaces de frenar el Ejército Islámico del Cáucaso: las desmoralizadas tropas siguieron retirándose hacia Bakú. El coronel Avetísov, jefe del cuartel, se pronunció a favor de una inmediata rendición. El Consejo Nacional Armenio se estaba preparando para la capitulación pero, presionado por la Dictadura del Caspio Central, cambió de parecer y confió en la llegada de tropas británicas.

## Llegada de tropas británicas

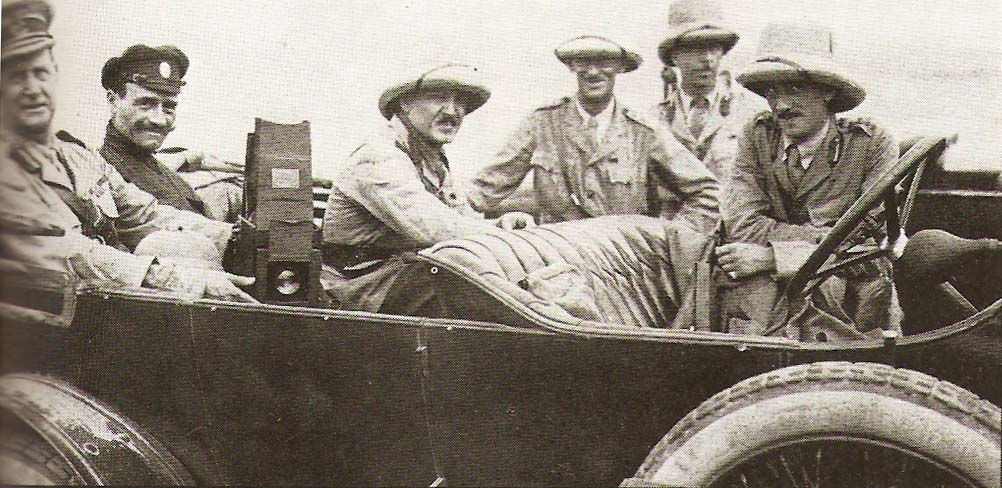
General mayor L. Dunsterville (primero por la izquierda) con oficiales de la Dunsterforce, 1918

La salida de Rusia de la Primera Guerra Mundial supuso un gran problema para la Entente. Las autoridades británicas estaban muy preocupadas por la posibilidad de que los alemanes o los turcos establecieran su control sobre los campos petrolíferos de Bakú y eventualmente avanzaran hacia Asia Central poniendo en peligro las posesiones británicas en la India y otros países limítrofes. Por esa razón fue enviada a Tiflis una misión encabezada por el general mayor Lionel Dunsterville que habría de apoyar a las autoridades locales en su resistencia frente las tropas alemanas y turcas. Sin embargo, tras la llegada de fuerzas alemanas a Tiflis, los planes de los británicos cambiaron: ahora su objetivo principal sería el control de Bakú.
En enero de 1918 el general mayor L. Dunsterville llegó al Bagdad ocupado por tropas británicas y allí dio comienzo a la formación del contingente militar denominado Dunsterforce en honor a su comandante. Integraron la Dunsterforce soldados y oficiales especialmente seleccionados y curtidos en combate, procedentes sobre todo de los dominios británicos de Australia, Canadá, Nueva Zelanda, Sudáfrica, así como de la India británica. A mediados de febrero de 1918 la unidad encabezada por el general Dunsterville llegó a la ciudad persa de Anzali. Sin embargo, en aquel momento la ciudad estaba bajo el control de sublevados que no quisieron recibir a los británicos. La unidad fue obligada a trasladarse a Hamadán y más tarde se estableció en Qazvín. Después de recibir de los dirigentes de la Dictadura del Caspio Central la petición de apoyo en la defensa de Bakú por la mediación de uno de los miembros del Consejo Nacional Armenio el procurador S. A. Ter-Gazárov, Dunsterville ordenó el traslado de su unidad de Anzali a Bakú.
La difícil situación en los frentes de la Primera Guerra Mundial impedía a Gran Bretaña destinar grandes efectivos a la expedición del Cáucaso. La fuerza estaba integrada por un total de 1000 soldados que, además, disponían de varios coches blindados Austin y dos aeroplanos Martinsyde G.100. El 4 de agosto llegó a Bakú el primer grupo de tropas británicas comandado por el coronel Stokes. El 17 de agosto desde Anzali llegó a Bakú a bordo del buque “Presidente Kruger” el grueso de la fuerza británica encabezada por Dunsterville.
Aquel mismo día los comisarios de Bakú emprendieron otro intento de partir hacia Astracán. Sin embargo, los diecisiete (trece, según Dunsterville) buques de vapor que transportaban soldados del Ejército Rojo, armamento y pertrechos fueron rodeados cerca de la isla Chilov por la flotilla militar de la Dictadura del Caspio Central y forzados a volver al puerto militar. Allí las unidades bolcheviques fueron desarmadas y más tarde enviadas en esos mismos buques a Astracán. El gobierno del Caspio Central no tenía capacidad para mantener encarcelado un número tan grande de bolcheviques pero, al mismo tiempo, no los quería en la ciudad. Los buques fueron descargados en los muelles, al lado del arsenal. Según Dunsterville, se descubrió en ese momento que su cargamento no incluía solamente material de guerra sino también una gran cantidad de valiosos enseres domésticos, lo que, siempre según Dunsterville, demostraría que la afirmación de los bolcheviques sobre la necesidad de retirar únicamente material bélico no sería sino una coartada para el saqueo de la ciudad. Los comisarios de Bakú y otros militantes bolcheviques liderados por Shaumián fueron detenidos y recluidos. La Dictadura del Caspio Central había tomado la decisión de someterlos a un tribunal militar y juzgar por deserción. La Conferencia de Comités Fabriles aprobó una resolución de apoyo a la Dictadura del Caspio Central en la que los comisarios eran denunciados como “traidores y enemigos del pueblo” que se habían retirado en un momento difícil para el frente, intentando llevarse armas, pertrechos y alimentos necesarios para la defensa. Según Firuz Kazemzadeh todo apunta a que a finales del verano de 1918 el proletariado de Bakú había dado la espalda definitivamente a los bolcheviques.

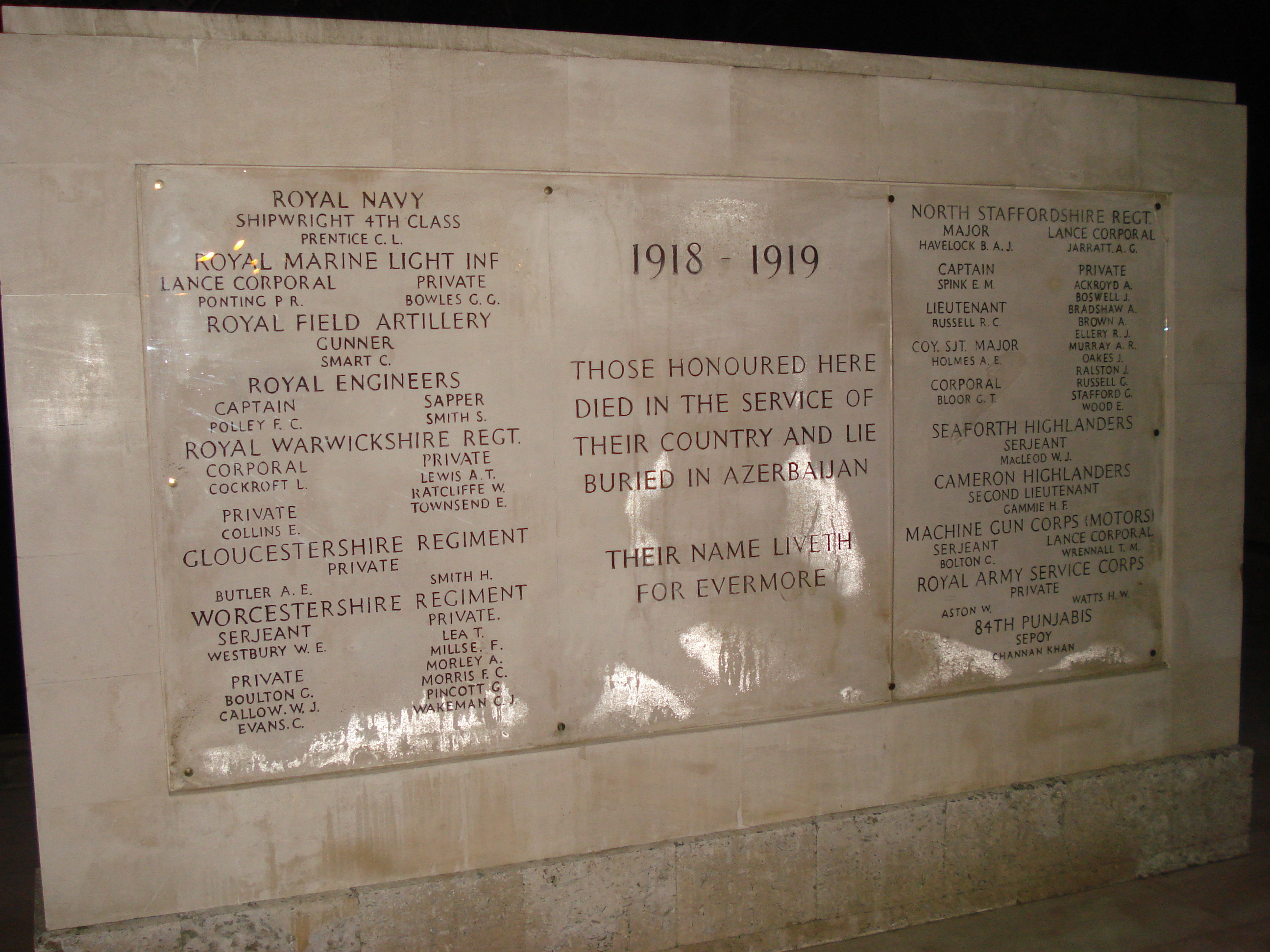
Placa conmemorativa dedicada a los soldados británicos caídos en la defensa de la ciudad en Bakú.

Dunsterville izó en su buque la bandera del Imperio Ruso pero enseguida recibió la visita de una delegación del comité revolucionario local que le exigió que aclarara si era un contrarrevolucionario. Dunsterville respondió que no era contrarrevolucionario pero tampoco un revolucionario, por lo que no izaría la bandera roja. Las partes alcanzaron un acuerdo por el que se izaría una bandera rusa invertida. Los revolucionarios locales, al parecer, ignoraban que la bandera rusa invertida había sido adoptada por Serbia, por lo que en todo el tiempo que los británicos permanecieron en Bakú sobre su buque ondearía la bandera de Serbia.
Debido a la escasez del contingente británico el general Dunsterville consideraba que su papel consistiría fundamentalmente en mantener alto el espíritu combativo de las tropas que defendían Bakú. Según el relato de Surén Shaumián los ingleses recurrieron a una treta para elevar el espíritu de sus partidarios en Bakú. Una misma compañía habría desfilado una y otra vez por las mismas calles simulando la llegada de grandes refuerzos. Dunsterville declaró al representante del comité armenio que no podía asumir en exclusiva la responsabilidad de la defensa de la ciudad en tanto que los británicos debían defender también otros frentes y que la lejanía de Bagdad, sin conexión ferroviaria, dificultaba el aprovisionamiento de sus tropas. Las autoridades locales que, por su parte, esperaban la llegada de una gran fuerza británica capaz de asumir la defensa de la ciudad, se llevaron una decepción mayúscula por lo reducido del contingente británico. Al mismo tiempo Dunsterville se llevó una impresión extremadamente negativa por la falta de capacidad combativa de las tropas de la Dictadura del Caspio Central. La disciplina era prácticamente inexistente, las órdenes de los comandantes se incumplían y las unidades abandonaban las posiciones a su antojo llevándose las armas. Dunsterville describe en su diario como en una ocasión, al recibir la orden de marchar al frente, un regimiento celebró un mitin para votar si debía cumplirla o no. Un 70 % de los soldados votaron por desobedecer y entonces el restante 30%, que sí quería marchar al frente, abrió fuego contra ellos. Cuando las balas pasaron cerca de uno de los blindados ingleses, el jefe de la tripulación se puso en contacto con el comandante y le dijo: “Si no dejan de disparar abriré fuego contra todos ellos”. A lo que el comandante contestó: “Por favor, hazlo.”

## Asalto a Bakú

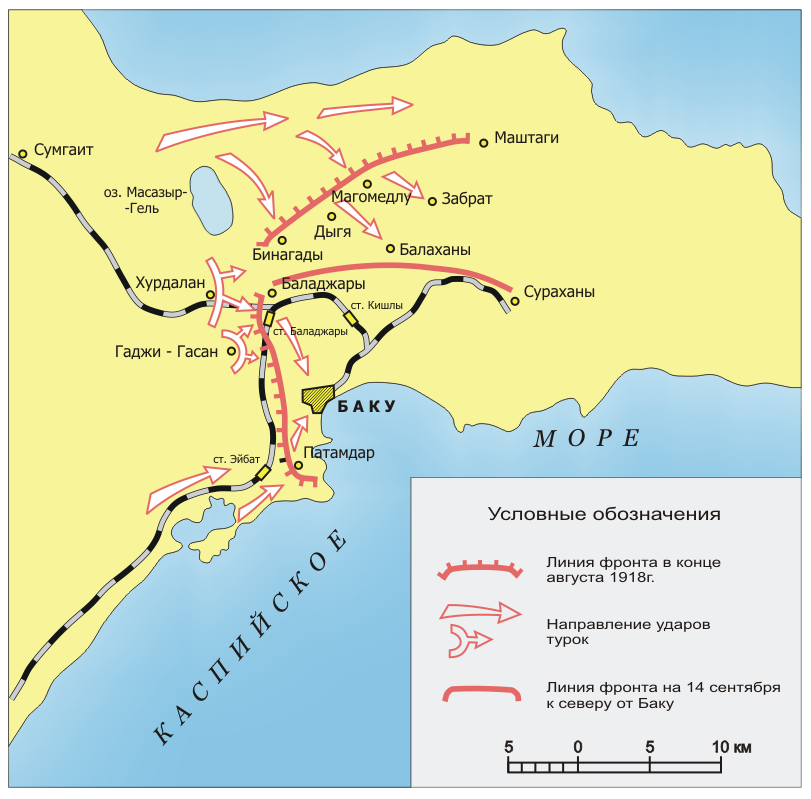
El sitio y la toma de Bakú en 1918.

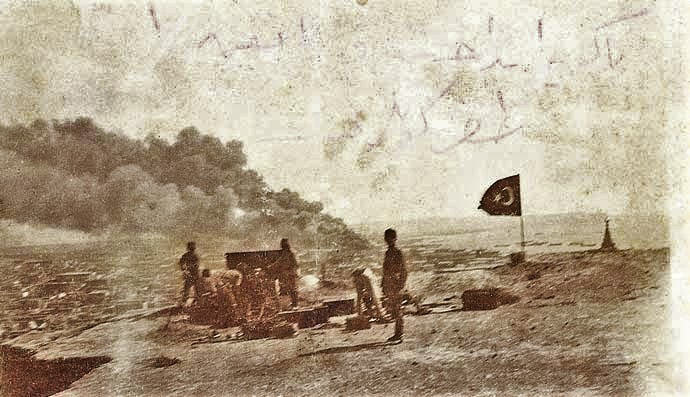
Artillería turca en cotas cercanas a Bakú.

Entretanto las tropas turco-azeríes habían llegado a las inmediaciones de Bakú. El cuartel militar de la Dictadura del Caspio Central informaba el 6 de agosto:

El 4 de agosto, tras cinco días de encarnizados combates, nuestras tropas se han retirado al último macizo montañoso antes de Bakú. El 5 de agosto, tras tomar la altura de Badamdar, los turcos emprendieron el descenso y la progresiva ocupación de Bibiheybət. Otra columna se acercó a Bibiheybət desde la localidad de Shixov. En la periferia de Bibiheybət se entabló un duro combate que terminó con la retirada de nuestras tropas al macizo que bordea por el norte y el este Bibiheybət y a Bayıl, es decir, a la periferia de nuestra ciudad...

El pánico se apoderó de la ciudad. El gobierno de la Dictadura del Caspio Central se vio impotente para oponer cualquier tipo de resistencia al avance de las tropas turcas. Según Surén Shaumián el número total de los efectivos soviéticos que aún permanecían en Bakú no superaba los tres mil hombres. El destacamento bolchevique de Petrov logró organizar una potente contraofensiva con el respaldo de la artillería. Tras duros combates las unidades turcas se vieron obligadas a dejar con graves pérdidas las posiciones conquistadas. En sus memorias el jefe del cuartel de la 5ª División del Cáucaso el subcoronel Rüştü Bey relata:

El enemigo ha emprendido, con una cobertura de fuego de artillería, ametralladoras y fusiles, una contraofensiva y ha forzado la retirada de las unidades de los regimientos 10º y 13º… Las bajas fueron significativas. Si el enemigo hubiera perseguido las unidades en retirada, es probable que también se hubiera visto amenazado el sector de Heybat-Biləcəri. Así la ofensiva del 5 de agosto de 1918 del grupo norte fue rechazada por el enemigo.

Según datos de Rüştü Bey aquel día las unidades turcas sufrieron las siguientes bajas: 148 muertos (de los cuales 9 eran oficiales), 463 heridos (19 oficiales). Además perdieron o vieron inutilizada una gran cantidad de armas. El 15-16 de agosto los combates en la zona de Bibiheybət, Batamdar y Volch’i Borota tomaron un cariz duradero. El 26 de agosto el Ejército Islámico del Cáucaso atacó las posiciones de los ingleses en el volcán de lodo. Los ingleses rechazaron cuatro ataques pero finalmente, al no haber recibido apoyo de las unidades armenias, se vieron obligadas a retroceder. Según Dunsterville se trató de un ataque muy decidido y, si estas posiciones hubieran estado ocupadas por fuerzas del Caspio Central, la ciudad habría sido tomada. Según Dunsterville en aquel combate cayeron 3 oficiales y 70 soldados británicos. Aquel mismo día las tropas turcas salieron de Novxanı y atacaron un cerro al este de Binəqədi. Los ingleses lanzaron una unidad desde Digah pero, al llegar a Binəqədi, descubrieron que los soldados armenios habían abandonado todas las posiciones. Los ingleses lograron rechazar el ataque al precio de 10 hombres pero el 31 de agosto se vieron obligados a dejar Binəqədi batiéndose en retirada. Según datos de la Dirección de Historiografía Militar del Estado Mayor de Turquía en el mes de agosto las unidades turcas perdieron 1130 hombres caídos en combate, 30 de ellos, oficiales.
Indignado por la deserción de las tropas de la Dictadura del Caspio Central, mientras había ingleses muriendo en la defensa de la ciudad, Dunsterville escribió una iracunda carta a Dokucháiev. Este invitó al general a un consejo de guerra en el que Dunsterville declaró que, dado que no había nadie combatiendo aparte de los ingleses, la sucesiva resistencia sería inútil, que los ingleses se disponían a abandonar la ciudad, y que lo mejor que podrían hacer los dictadores era negociar con los turcos las condiciones de la rendición. Sin embargo, los dirigentes de la Dictadura del Caspio Central prohibieron a los ingleses abandonar la ciudad y amenazaron con bombardear sus buques. Entretanto la comandancia del Ejército Islámico del Cáucaso se estaba preparando para el asalto final. El 8 de septiembre llegaron al frente de Bakú las unidades de la 15.ª División de Çanakkale integradas por 5541 soldados rasos y 191 oficiales. El 10 de septiembre llegó al emplazamiento de las tropas para dirigir la ofensiva el teniente general Nuri Paşa. El ataque principal correría a cargo de la 5ª División del Cáucaso de Mursel Paşa compuesta por los Regimientos de Infantería del Cáucaso 9º, 10º y 13º, el Regimiento de Infantería 56.º, un regimiento de artillería y unidades auxiliares. La 15.ª División del coronel Suleiman Izzet Bey estaba compuesta por el 38.º Regimiento de Infantería, el 106.º Regimiento del Cáucaso, una división de artillería y unidades auxiliares. En este grupo de tropas también entraron los Regimientos Tártaro (del subcoronel Nuh Bəy Sofiyev) y Lesguino (del subcoronel Xosrov Mirzə Qacar) de Caballería del antiguo Cuerpo Especial de Azerbaiyán. En el Grupo Sur de tropas, comandado por el coronel Jamil Jahid Bey, entraron el 4º Regimiento de Tiradores y tres centurias de caballería del mismo cuerpo. Según datos manejados por Ludshuveyt, la comandancia turca había concentrado en los accesos a Bakú un grupo compuesto por las Divisiones 5ª y 15.ª incompletas, con un total de 10 mil bayonetas y 40 cañones.

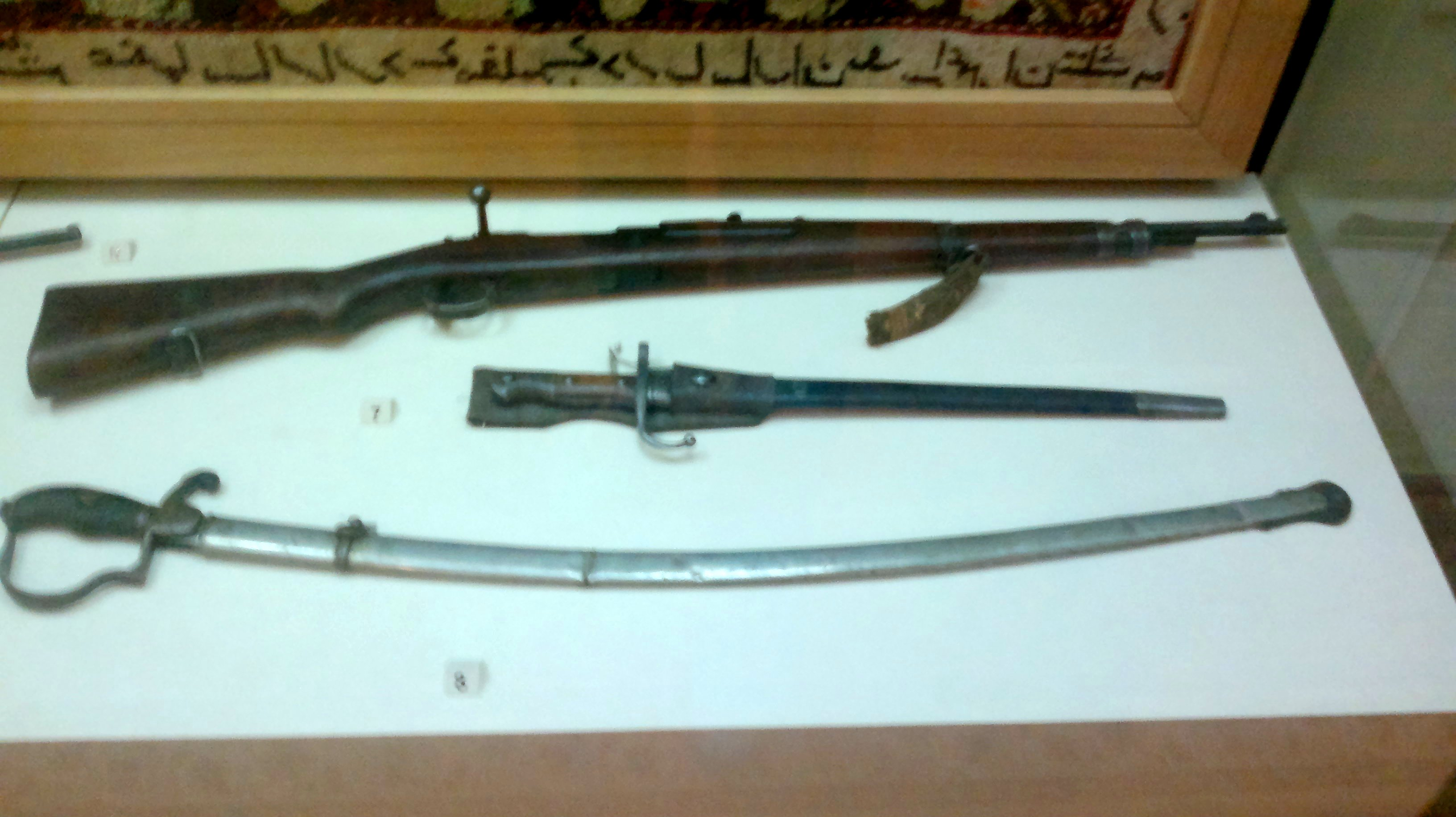
Armas del Ejército Islámico del Cáucaso: un sable de soldado de caballería otomano y un fusil Mauser 98 con bayoneta encontrado en las proximidades de Volch’i Borota. Museo Estatal de Historia de Azerbaiyán de Bakú.

Unos días más tarde un soldado árabe que había desertado del ejército turco informó de que el 14 de septiembre el Ejército Islámico del Cáucaso comenzaría el asalto a la ciudad. Los ingleses movilizaron todas las fuerzas que pudieron reunir pero no sabían desde dónde daría comienzo la ofensiva. El 14 de septiembre, al amanecer, la artillería turca lanzó un bombardeo sobre la ciudad desde todas las posiciones. Las tropas turcas rompieron la defensa en Volch’i Borota y ocuparon las alturas que dominaban la ciudad. Los intentos de los ingleses de pararlos no tuvieron éxito. Al ver que los turcos habían roto la última línea de defensa Dunsterville decidió que seguir con la resistencia no tenía sentido y ordenó a sus buques prepararse para zarpar. Aprovechando un momento de calma las tropas inglesas embarcaron al abrigo de la noche y a las 23:00 se hicieron a la mar. Al percatarse de ello los buques de la Dictadura abrieron fuego pero los británicos pudieron escapar. Al poco el gobierno de la Dictadura del Caspio Central también huyó de la ciudad. Los líderes bolcheviques que quedaban en libertad consiguieron liberar a los recluidos comisarios de Bakú y zarparon en el vapor Turkmén. Al principio el buque se dirigió a la controlada por los bolcheviques Astracán pero la falta de combustible hizo que cambiara el rumbo a Krasnovodsk donde los comisarios fueron detenidos y fusilados por los eseristas locales que veían en ellos un peligro de propagación del bolchevismo en la región.
El 15 de septiembre de 1918 entraron en Bakú las unidades del Ejército Islámico del Cáucaso. Fueron apresados 36 oficiales (17 armenios, 9 rusos y 10 georgianos) y 1651 soldados (1151 armenios, 383 rusos, 4 ingleses y 113 de otras procedencias étnicas). La toma de la ciudad fue acompañada por asesinatos en masa de armenios. El 16 de septiembre se celebró en los arrabales de la ciudad un desfile de las Divisiones 5ª de Infantería del Cáucaso y 15.ª de Infantería. El desfile estaría presidido por el comandante del Grupo de Ejércitos Este Halil Paşa.

## Consecuencias
Como resultado más destacado de la batalla de Bakú la mayor parte del país pasó a estar controlada por el gobierno de la República Democrática de Azerbaiyán. Bakú se convirtió en la capital del nuevo Estado y el 17 de septiembre de 1918 el gobierno se trasladó desde Ganyá.
La Dunsterforce fue disuelta el 22 de septiembre de 1918, sus efectivos se integraron en las unidades británicas desplegadas en el norte de Persia y el propio Dunsterville fue destinado nuevamente a la India.
La pérdida de Bakú fue un sensible golpe tanto para los bolcheviques, que perdieron su única base de apoyo en Transcaucasia y una fuente de suministro de petróleo, como para los ingleses, que no deseaban una expansión de la influencia del Imperio Otomano en la región. Sin embargo, el éxito otomano no duró demasiado. El ejército turco pronto fue obligado a abandonar la región en cumplimiento del Armisticio de Mudros firmado el 30 de octubre de 1918. Evacuadas las tropas turcas, la ciudad volvió a manos de tropas inglesas que permanecieron en la misma hasta agosto de 1919. Con todo, el gobierno británico reconoció al gobierno de la República Democrática de Azerbaiyán como único poder legítimo de Azerbaiyán.
A mediados de abril de 1920 el 11º Ejército del Ejército Rojo, tras haber derrotado los restos de las fuerzas de Denikin, llegó a la frontera norte de Azerbaiyán. El 27 de abril las tropas soviéticas cruzaron la frontera azerí y, sin encontrar resistencia, el 28 de abril entraron en Bakú. La República Democrática de Azerbaiyán dejaba de existir y se constituía la República Socialista Soviética de Azerbaiyán.

## Aniversario
El 15 de septiembre de 2018 en Bakú fue realizado el desfile militar con motivo del centésimo aniversario de la liberación de Bakú de la ocupación bolchevique-Dashnak. El Grupo de Aviones "Estrellas turcas" de la Fuerza Aérea Turca también participó en el desfile. En la ceremonia participaron el presidente azerbaiyano Ilham Aliyev y turco Recep Tayyib Erdogan.